# Vladimír Remek

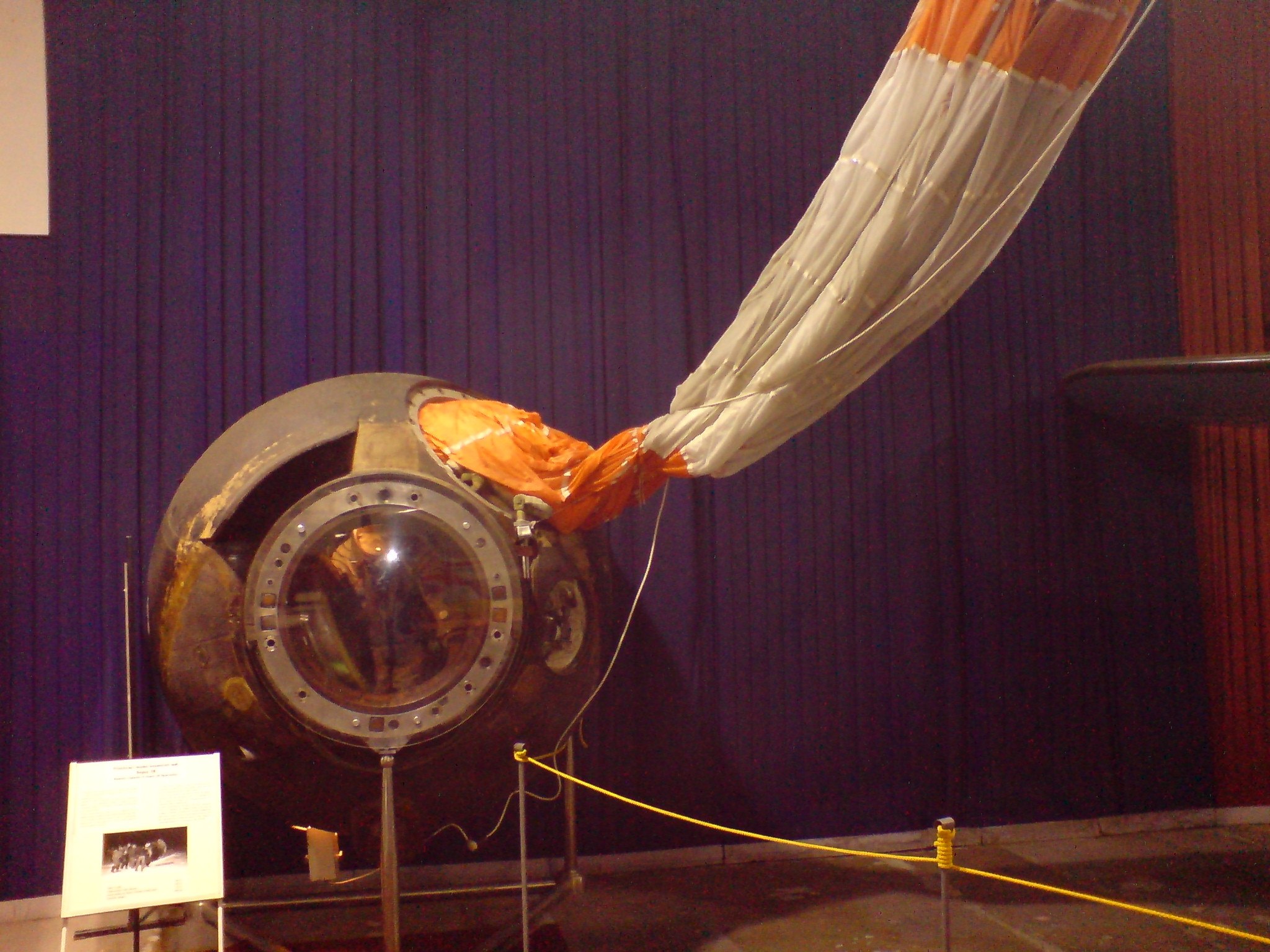
Module utilisé par Vladimír Remek.

Vladimír Remek (né le 26 septembre 1948 à České Budějovice), de père slovaque et de mère tchèque, est le premier et seul cosmonaute tchécoslovaque.
En tant que premier cosmonaute envoyé dans l'espace du programme Intercosmos, cet astronaute est le premier qui ne soit ni soviétique ou américain. Par extension, il peut être considéré comme le premier astronaute d'Union européenne depuis l'intégration dans l'union de la République tchèque et de la Slovaquie.

## Biographie

### Carrière professionnelle
Il est ingénieur diplômé de l'Académie d'aviation militaire (1976). Il fut pilote militaire de 1970 à 1995, et cosmonaute à partir de 1978. Il a été le directeur du musée de l'aviation de Prague-Kbely de 1990 à 1995, puis représentant commercial de 1995 à 2002.
Il devient conseiller de l'ambassade de la République tchèque en fédération de Russie de 2002 à 2004.
Il est membre de l'Association des explorateurs de l'espace depuis 1985, et a été décoré Héros de l'Union soviétique en 1978.

### Vols réalisés
Alors pilote de chasse ayant le grade de capitaine dans l'armée de l'air de la république socialiste tchécoslovaque, il rejoint le programme Intercosmos en 1976 après une sélection d'une centaine de candidats avec Oldřich Pelčák qui sera sa doublure. Il effectue une unique mission à bord de Soyouz 28, le 2 mars 1978, devenant la première personne non originaire de l'URSS ou des États-Unis à aller dans l'espace. Au cours des 190 heures en orbite soit huit jours, l'équipage réalise toute une série d'expériences médicales et scientifiques et capture quelques images multispectrales de leur pays natal respectif. D'après l'Agence spatiale européenne, ce vol représente l'entrée de l'Europe dans le vol spatial humain.

### Carrière politique
Lors des élections européennes de 2004 il est élu, sous les couleurs du Parti communiste de Bohême et Moravie au Parlement européen. Il y siège au sein de la Gauche unitaire européenne/Gauche verte nordique et y est réélu en 2009. Il démissionne de ce mandat en 2013. Il reçoit également la médaille Pour le mérite dans l'exploration spatiale russe.

## Honneurs
- (2552) Remek, astéroïde.